# Tougouya
Ne doit pas être confondu avec Tougouya-Koko.
Tougouya est une localité située dans le département de Séguénéga de la province du Yatenga dans la région Nord au Burkina Faso.

## Géographie
Tougouya se trouve sur les rives du Nakembé à environ 9 km au nord-ouest du centre de Séguénéga, le chef-lieu du département, à 2,5 km au nord de Goubré et à 50 km au sud-est de Ouahigouya.
La localité est traversée par la route nationale 15 mais cette dernière est fréquemment inondée par les débordements du lac du barrage de Guitti,.

## Santé et éducation
Le centre de soins le plus proche de Tougouya est le centre de santé et de promotion sociale (CSPS) de Goubré tandis que le centre médical avec antenne chirurgicale (CMA) de la province se trouve à Séguénéga.
Le village possède une école primaire publique mixte.